# Canthidium collare
Canthidium collare là một loài bọ cánh cứng trong họ Bọ hung (Scarabaeidae).